# فلاورجان
فَلاوَرجان مرکز شهرستان فلاورجان در استان اصفهان است که در فاصله ۸ کیلومتری از شهر اصفهان قرار دارد. فلاورجان یکی از شهرهای پرجمعیت استان اصفهان است و دارای باغ رستوران‌های فراوان و مجموعه ویلایی‌های متنوع است. نام قدیم فلاورجان، «پُل‌وَرگان» است که دلیل این نام‌گذاری، وجود پل تاریخی وَرگان در مرکز شهرستان است.

## موقعیت جغرافیایی
فلاورجان از سمت شرق متصل به شهر کلیشاد و سودرجان و از سمت شمال به شهر زازران و بلوار آتشگاه مسیر اصفهان-خمینی شهر-نجف آباد و از سمت غرب متصل به شهر قهدریجان و از سمت جنوب متصل به رودخانه زاینده رود و اتوبان ذوب آهن اصفهان می‌باشد.
شهر فلاورجان در طول و عرض جغرافیایی ۳۲٫۵۵۵۰۹۲, ۵۱٫۵۱۰۵۲۵ و فاصله ۴۴۲ کیلومتری استان تهران واقع شده است.

## گردشگری
شهرستان فلاورجان به دلیل مجاورتی که با رودخانه زاینده رود دارد، از قدیم‌الایام گردشگران زیادی را به خود جذب می‌کند.